# Guesher
Guesher (en hebreo: גֶּשֶׁר, literalmente traducido al español Puente) era un partido político liberal y centrista de Israel. El partido fue fundado en diciembre de 2018 por Orly Levy, una exdiputada de Israel Beitenu. El partido se centraba principalmente en la economía y en el coste de la vida, con la intención de reducir la desigualdad. El nombre del partido era una referencia al partido de centroderecha fundado por el padre de Orly, David Levy, que existió entre los años 1996 y 2003, un escisión de partido Likud .

## Historia

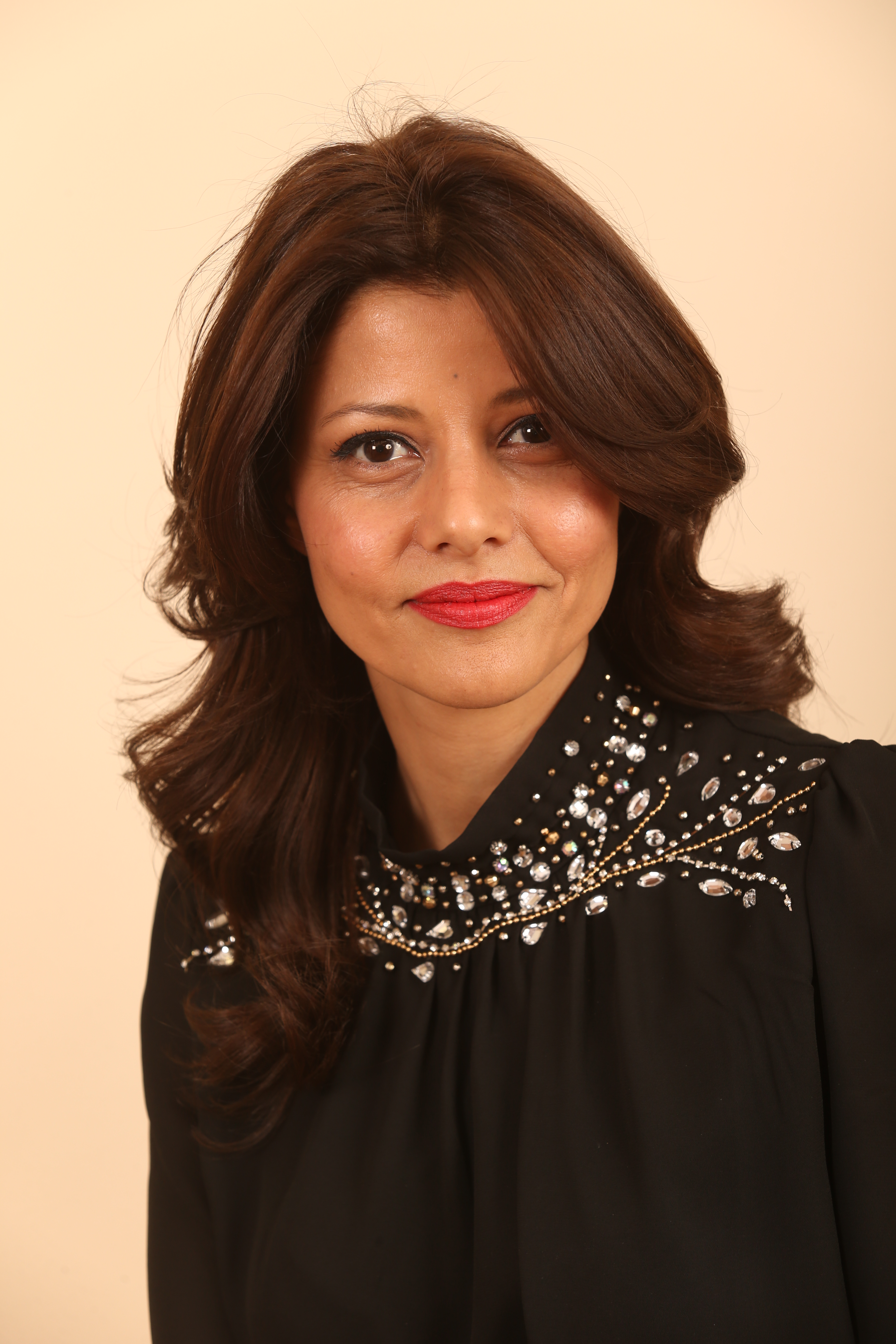
Orly Levy, líder del partido Guesher.

Levy formó parte del partido Israel Beitenu durante la XX legislatura de la Knesset, pero dejó el partido después de se unió al XXXIV gobierno, liderado por Benjamín Netanyahu, debido a que no recibió un puesto ministerial, a pesar de su lugar prominente en la lista electoral de Israel Beitenu. Al principio, permaneció oficialmente como miembro del partido, pero más tarde fue expulsada del mismo y continuó como miembro de la Knesset. Levy fue reconocida como miembro independiente de la Knesset, en la oposición. En marzo de 2017, Levy anunció su intención de establecer un partido nuevo para las siguientes elecciones. Guesher fue fundado en diciembre de 2018, unos días después de la convocatoria de las elecciones de abril de 2019. El partido intentó concurrir en una lista conjunta con Benny Gantz y su partido Hosen L'Israel, pero las negociaciones no llegaron a buen puerto, y el partido decidió presentarse en solitario. En estas elecciones, el partido logró un 1,73% de los votos, un porcentaje claramente insuficiente para conseguir un escaño.
El 18 de julio de 2019, y de cara a las elecciones parlamentarias de septiembre de 2019, el partido acordó presentarse conjuntamente con el Partido Laborista Israelí, generando la coalición Laborista-Guesher en la cual el partido obtuvo 1 de los 6 diputados electos por la coalición.
Luego de las elecciones de 2020 el partido obtuvo 1 de los 7 diputados electos de la coalición Partido Laborista Israelí-Guesher-Meretz. En las elecciones israelíes de 2021, Orly Levy se presentó a las elecciones integrada en la lista electoral del Likud.

## Resultados electorales
| Año             | Líder     | Votos                      | %                          | Resultado | +/-         | Gob                    |
| --------------- | --------- | -------------------------- | -------------------------- | --------- | ----------- | ---------------------- |
| Abril 2019      | Orly Levi | 74.701 (#14)               | \| \| 1.70 % \|            | 0/120     |             | Extraparlamentario     |
| Septiembre 2019 | Orly Levi | Unión con HaAvodá          | Unión con HaAvodá          | 1/120     | 1           | Elecciones anticipadas |
| 2020            | Orly Levi | Unión con HaAvodá y Meretz | Unión con HaAvodá y Meretz | 1/120     | Sin cambios | Gobierno               |
|                 | 1.70 %    |                            |                            |           |             |                        |